# Bengt Lindblad
Bengt Olof Lindblad (ur. 26 sierpnia 1925 w Vänersborgu, zm. 6 marca 1993 w Trollhättan) – szwedzki zapaśnik walczący w stylu wolnym. Dwukrotny olimpijczyk. Zajął ósme miejsce w Helsinkach 1952 w kategorii do 79 kg i siódme w Melbourne 1956 w tej samej kategorii.
Piętnaście razy zdobył tytuł mistrza Szwecji w 1952, 1953, 1954 (st.klasyczny), 1955 (st. klasyczny i wolny), 1956, 1957, 1958, 1959 (styl klasyczny i wolny), 1961, 1964, 1965, 1966, 1969 roku.

## Letnie Igrzyska Olimpijskie 1952
| Konkurencja      | Rundy eliminacyjne         | Rundy eliminacyjne    | Rundy eliminacyjne  | Klas. końcowa |
| Konkurencja      | Przeciwnik I               | Przeciwnik II         | Przeciwnik III      | Miejsce       |
| ---------------- | -------------------------- | --------------------- | ------------------- | ------------- |
| 79 kg styl wolny | Dawid Cimakuridze (ZSRR) Z | György Gurics (HUN) P | Danny Hodge (USA) Z | 8.            |

## Letnie Igrzyska Olimpijskie 1956
| Konkurencja      | Rundy eliminacyjne    | Rundy eliminacyjne   | Rundy eliminacyjne     | Rundy eliminacyjne      | Klas. końcowa |
| Konkurencja      | Przeciwnik I          | Przeciwnik II        | Przeciwnik III         | Przeciwnik IV           | Miejsce       |
| ---------------- | --------------------- | -------------------- | ---------------------- | ----------------------- | ------------- |
| 79 kg styl wolny | Manie van Zyl (ZAF) Z | Johann Sterr (FRG) P | Bakshish Singh (IND) Z | Nikoła Stanczew (BGR) P | 7.            |